# Friederike Grasshoff
Friederike-Zoë Grasshoff (* 27. August 1985 in Bergisch Gladbach) ist eine deutsche Journalistin und Schauspielerin.

## Leben
Friederike-Zoë Grasshoff wurde 1985 in Bergisch Gladbach als Tochter der Schauspielerin Franziska Grasshoff geboren und wuchs in Köln auf. Ihre Mutter war Theaterschauspielerin, Regisseurin und Sprecherin und wirkte in den 1980er und 1990er Jahren in zahlreichen deutschen Fernsehproduktionen mit. Bereits als Kind trat Grasshoff in die Fußstapfen ihrer Mutter und spielte kleine Rollen in Fernsehserien wie Polizeiruf 110 oder Die Wache. 1996 erhielt sie eine feste Serienhauptrolle als Tochter von Mariele Millowitsch in der RTL-Comedy-Serie Nikola. Sie verkörperte die Stefanie Vollendorf bis zum Serienende 2005. Daneben übernahm sie weitere Nebenrollen in anderen deutschen Fernsehserien und Filmen wie 1999 an der Seite von Suzanne von Borsody und Wolke Hegenbarth in dem Fernsehfilm Ich liebe meine Familie, ehrlich. Außerdem wirkte sie in TV-Produktionen wie Unser Charly oder SOKO Köln mit.
Grasshoff studierte Neuere Deutsche Literatur, Neuere und Neueste Geschichte und Französisch an der Albert-Ludwigs-Universität in Freiburg und arbeitet seit 2008 als freie Journalistin. Sie veröffentlichte Artikel in der Badischen Zeitung, der Frankfurter Rundschau, der Süddeutschen Zeitung, auf Süddeutsche.de und auf fudder.de.
Außer ihrer Mutter waren auch ihre Großmutter Eveline Krietsch-Matzura, ihr Großvater Hansjoachim Krietsch und ihr Onkel Oliver Krietsch-Matzura Schauspieler.

## Filmografie
- 1991: Polizeiruf 110 (Kurzauftritt)
- 1992: Die Wache (Kurzauftritt)
- 1996: Ein Fall für Zwei (Fernsehserie, Folge 16x09)
- 1996: Parkhotel Stern (Kurzauftritt)
- 1997–2005: Nikola (Fernsehserie, 52 Folgen)
- 1999: Ich liebe meine Familie, ehrlich
- 2000: Stundenhotel (Kurzfilm)
- 2008: SOKO Köln (Fernsehserie, Folge 5x09)
- 2010: Unser Charly (Fernsehserie, Folge 15x04)